# August Steuer

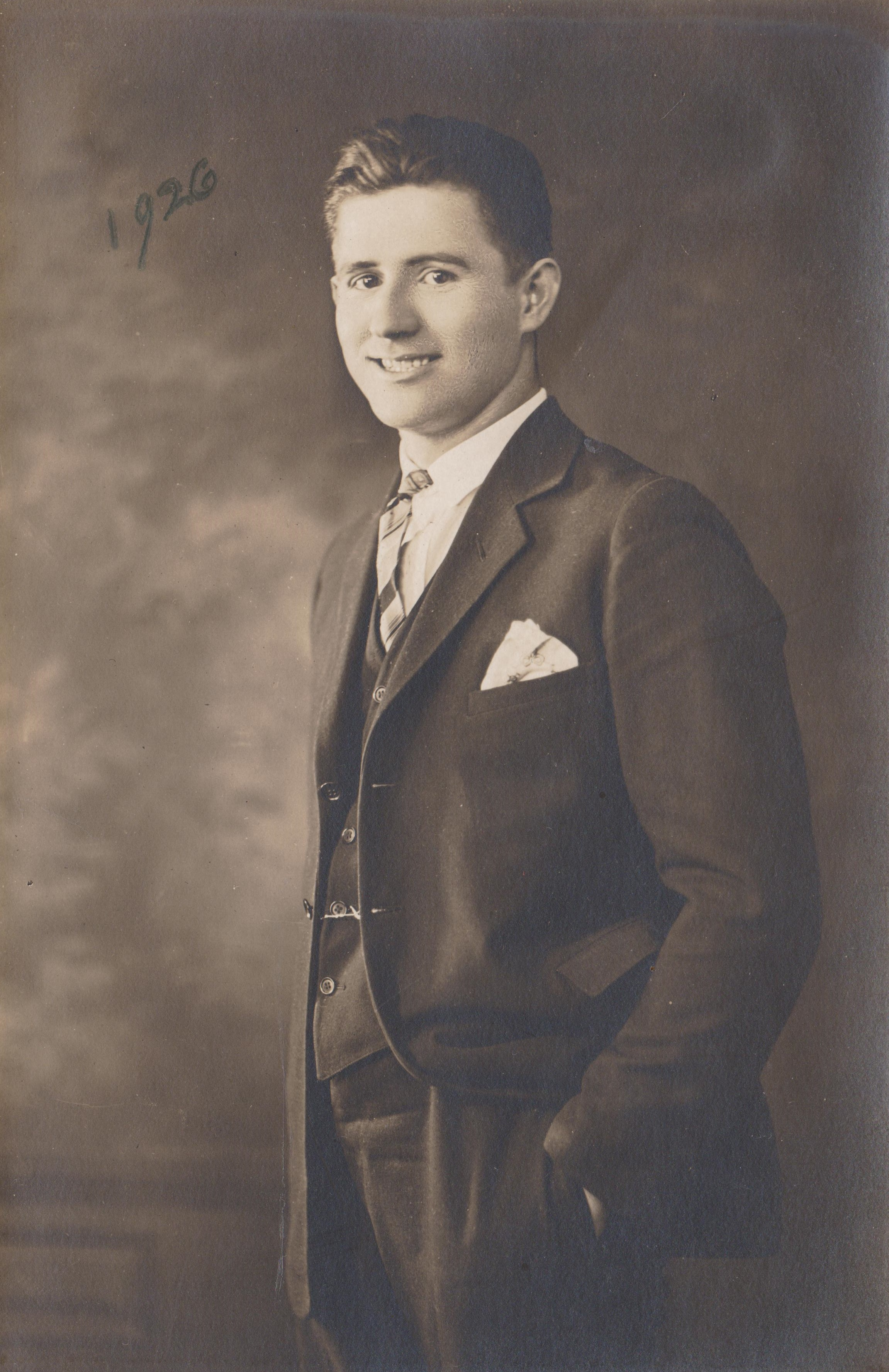
August Steuer, 1926

August Steuer (* 22. Juni 1902 in Großheubach; † 22. Januar 1969 in New York City) war ein amerikanischer Verleger deutscher Herkunft. Steuer wanderte 1923 in die Vereinigten Staaten aus. In New York war er Besitzer von mehreren Gaststätten und übernahm 1953 die größte deutschsprachige Zeitung Amerikas, die New Yorker Staatszeitung und Herold. Von 1937 bis 1941 und von 1956 bis 1959 war er Präsident des Deutsch-Amerikanischen Fußballbundes (German American Football Association, GAFA). In seinem Heimatort Großheubach trat er vor allem als Wohltäter und Organisator von Fußballspielen in Erscheinung.

## Leben
August Steuer war der älteste Sohn des Steinhauers Alois Steuer (1876–1914) und der Rosa Steuer, geb. Stapf. Als er elf Jahre alt war, verstarb sein Vater. Um seine Mutter und seine sechs jüngeren Geschwister unterstützen zu können, wurde er ein Jahr früher aus der Schule entlassen. In Aschaffenburg-Leider absolvierte er ab 1917 eine Lehre zum Schlosser bei der Firma Moll. Danach kehrte er in die Heimat zurück und arbeitete in der Kleinheubacher Eisengießerei und Maschinenfabrik Wetzler.
Bereits am 1. September 1923 wanderte August Steuers Schwester Franziska aus. Am 5. Dezember 1923 folgte ihr auch August Steuer mit dem Schiff „America“ in die Vereinigten Staaten. Drei weitere Geschwister von August Steuer wanderten am 1. Januar 1929 aus. Zunächst fand Steuer eine Arbeit als Werkzeugmacher bei der Firma R. H. Hoe & Co., die hauptsächlich Druckmaschinen für Zeitungsbetriebe fertigte. 1926 heiratete er eine Amerikanerin deutsch-ungarischer Abstammung, Elisabeth Pitter (1907–1990), am 11. März 1928 kam Sohn Erwin (1928–1992) zur Welt. August Steuer wurde am 20. Februar 1933 amerikanischer Staatsbürger. Im Sommer 1938 besuchte er mit seiner Familie erstmals wieder für mehrere Wochen seinen Heimatort Großheubach.
Während des Zweiten Weltkriegs erloschen die familiären Kontakte aufgrund der politischen Lage. Der erste Kontakt der Familie nach Deutschland kam erst wieder kurz nach dem Weltkrieg zustande, als August Steuers Bruder Ludwig als amerikanischer Besatzungssoldat in Schweinfurt stationiert war und die Familie mit Lebensmitteln und Geschenken versorgte. Dadurch war auch wieder Briefkontakt möglich.
Steuer betrieb zwischen 1933 und 1950 mehrere Restaurants oder Imbissbuden in New York, die er kaufte, einige Jahre betrieb und mit Gewinn wieder abstieß oder vermietete, so zum Beispiel während des Zweiten Weltkriegs ein Fünf-Familienhaus, das er neben seinen Restaurants vermietete. Davon konnte er sich ein Haus in New Jersey bauen. Aber das so erwirtschaftete Vermögen reichte nicht, um sich dauerhaft zur Ruhe zu setzen. Am 29. März 1953 übernahm er die größte deutschsprachige Zeitung Amerikas, die New Yorker Staatszeitung und Herold, und war nun als Verleger tätig. Einige Jahre später erwarb er Anteile an der „Philadelphia Gazette“. Der Verleger, Kabarettist und Entertainer Herbert Feuerstein arbeitete dort als Redakteur und ab 1968 als Chefredakteur. August Steuer wurde im Sommer 1964 von Präsident Lyndon B. Johnson in den Bundesausschuss „Community Relations Service“ (Gremium für Einwandererfragen) berufen. Die Stadt New York ernannte ihn etwa 1964 zum ehrenamtlichen Stadtrat. Sein Wirkungskreis umfasste die Verkehrsförderung und protokollarische Aufgaben.
Nach dem Zweiten Weltkrieg begann Steuers soziales Engagement. Bereits in der Nachkriegszeit ließ er den Großheubachern CARE-Pakete zukommen. Ab 1950 besuchte August Steuer etwa alle zwei Jahre seinen Heimatort Großheubach und ließ dabei Kindergartenkinder beschenken. Er sammelte Gelder für den Bau des Jugendheims an der Friedhofstraße (Einweihung am 7. Juni 1953). Nachdem am 1. August 1958 der Großheubacher Kirchturm eingestürzt war, sammelte Steuer Spenden zum Wiederaufbau. Auch zum Umbau des Krankenhauses (heute St. Elisabethenstift) Ende der 1950er Jahre sammelte er Spenden. Die Gemeinde Großheubach ernannte ihn zu seinem 60. Geburtstag am 30. Juni 1962 zum Ehrenbürger.

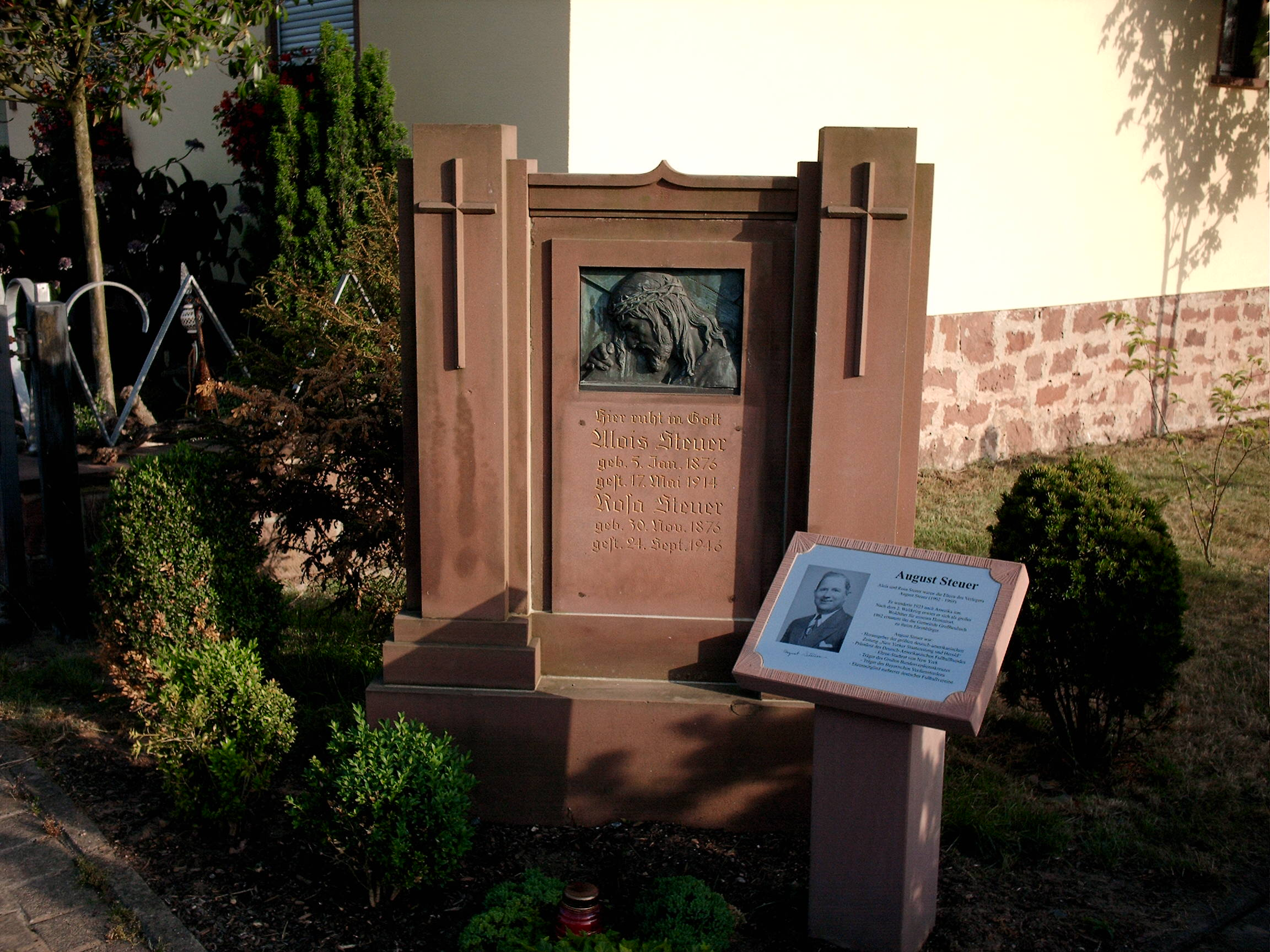
Grabstein von August Steuers Eltern auf dem Großheubacher Friedhof, im Vordergrund die Gedenktafel für August Steuer, eingeweiht 2010 vom Heimatkundlichen Treff Großheubach

August Steuer verstarb am Mittwoch, 22. Januar 1969, auf dem John F. Kennedy International Airport in New York an einem Schlaganfall, als er einen Gast abholen wollte. Der Heimatkundliche Treff Großheubach ließ am Eingang des Friedhofs den Grabstein seiner Eltern versetzen. Am 18. September 2010 wurde in einer kleinen Feierstunde eine Gedenktafel für August Steuer übergeben.

## August Steuer und der Fußball
Bereits in Aschaffenburg-Leider spielte August Steuer beim SV Leider. Nach seiner Ausbildung zurück in Großheubach war August Steuer 1922 Mitbegründer des Fußballclubs „Sportfreunde Kleinheubach“, später umbenannt in „Eintracht Kleinheubach“. Dort wurde er kurz vor seiner Auswanderung im Dezember 1923 zum Ehrenspielführer ernannt. Ein halbes Jahr vor seiner Auswanderung war er Mitbegründer des VfR Großheubach. In der Gründungsversammlung am 21. April 1923 wurde er dort zum 2. Vorsitzenden gewählt.

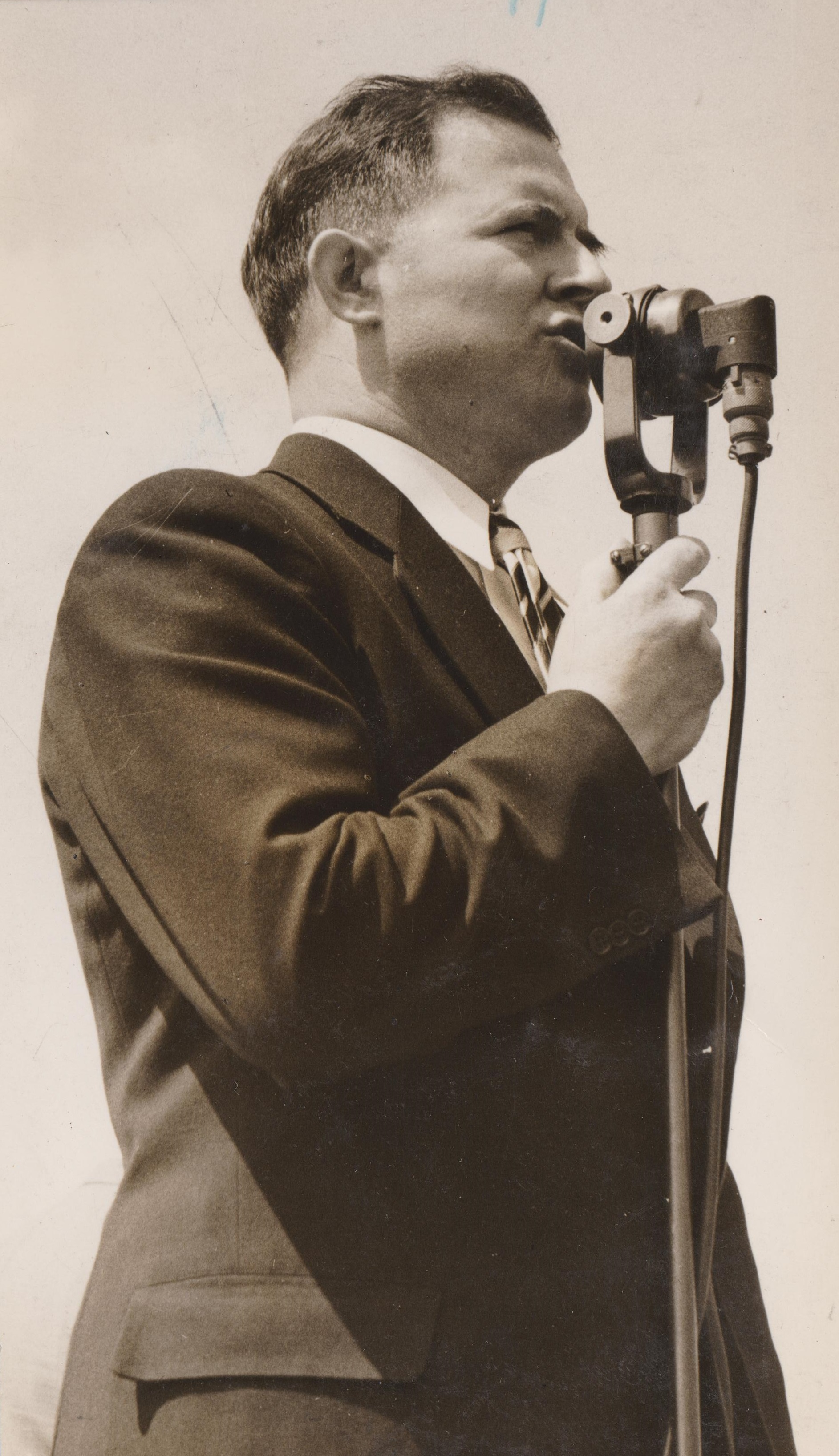
August Steuer bei einer Sportveranstaltung, 1930er Jahre

Kaum ausgewandert, gründete Steuer in New York seinen ersten Fußballklub, den „FC Austria“. Steuer wurde schon früh Mitglied des Deutsch-Amerikanischen Fußballbundes (engl. German American Football Association; GAFA), dessen Vorstand er ab 1932 angehörte. Von 1937 bis 1941 und von 1956 bis 1959 war er Präsident der GAFA. Steuer war auch Ligachef der German American Soccer League. Er setzte sich stark für die deutsch-amerikanische Freundschaft ein, indem er internationale Tourneen mit amerikanischen und deutschen Fußballvereinen organisierte. Für sein Engagement erhielt er zahlreiche Ehrungen. Bereits am 4. Dezember 1959 wurde er mit dem großen Bundesverdienstkreuz ausgezeichnet. In der Vorschlagsbegründung heißt es unter anderem: „Als langjähriger Präsident des Deutsch-Amerikanischen Fußballbundes knüpfte er schon 1948/49 die Fäden des sportlichen Austausches zwischen den Vereinigten Staaten und Deutschland neu. Dieser Austausch erzielte über den sportlichen Bereich hinausgehende Wirkungen.“ Steuer gehört zu den Initiatoren und Förderern der Steubenparade, die nach ihrem Wiedererstehen im vergangenen Jahr zu einem neuen Kristallisationspunkt der Amerikaner deutsche Herkunft geworden ist.

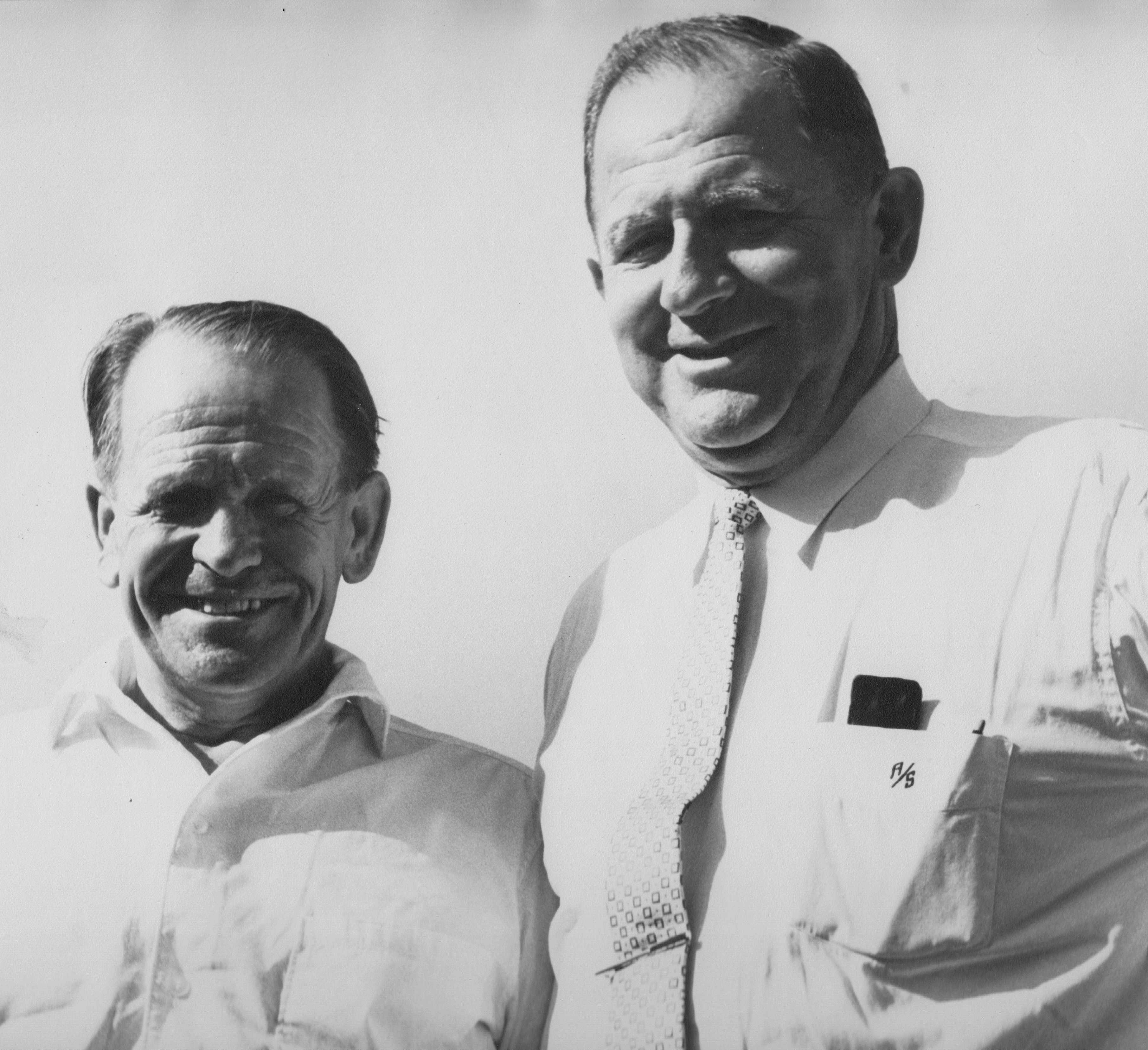
Sepp Herberger und August Steuer, etwa 1960

Als Vertreter der GAFA war August Steuer unter anderem auch zu Gast bei der Fußball-Weltmeisterschaft 1954 in der Schweiz. Dabei entstand eine enge Freundschaft mit dem Bundestrainer Sepp Herberger (1897–1977) und seiner Ehefrau Eva. Steuer organisierte mehrere Fußball-Freundschaftsspiele in seinem Heimatort Großheubach, zu denen Sepp Herberger zu Gast war.
Eine intensive freundschaftliche Beziehung verband ihn außerdem mit der Eintracht Frankfurt. Er stiftete – mittels Spenden des DAFB – den Grundstock zur Errichtung einer Tribüne am damaligen Riederwaldstadion. Im Juli 1954 konnte die Tribüne eingeweiht werden. Beim Abriss des Stadions Anfang der 1980er Jahre wurde die Tafel geborgen und ist heute im Museum der Eintracht Frankfurt ausgestellt. Der Fußballverein Eintracht Frankfurt ernannte August Steuer am 2. Mai 1959 zu seinem Ehrenmitglied.
August Steuer wurde etwa 1959 zum Ehrenmitglied der „Offenbacher Kickers“ und des „1. FC Nürnberg“ ernannt.